# Charles Aerts
Charles Aerts (geboren Reijs) (Amsterdam, 29 april 1913 - aldaar, 31 augustus 2007) was bekend als Nederlandse zanger en de laatste veertig jaar van zijn leven vooral als impresario en theaterproducent.
Aerts begon zijn carrière voor de Tweede Wereldoorlog als operazanger, met optredens in binnen- en buitenland. Later maakte hij in Nederland deel uit van het Kurhaus-cabaret van Louis Davids. Als zanger had Aerts diverse grammofoon- en radio-opnames op zijn naam die destijds uitgegeven werden op plaat door de VARA onder het label Varagram.
Na de oorlog richtte hij een theaterbureau op en werd hij de de facto grondlegger van het moderne Nederlandse impresariaat. Hij vertegenwoordigde artiesten en trad op als producent van revueavonden. Later breidde hij die activiteiten verder uit naar toneelvoorstellingen en musicals.
Vanaf de jaren zestig maakte Aerts vooral naam met artiesten als Gilbert Bécaud, Charles Aznavour, Maria Callas, Andrea Bocelli en Nana Mouskouri, die hij voor optredens naar Nederland haalde. Aerts had een brede muzikale belangstelling, die zich ook uitstrekte tot buitenlandse dansstijlen. Zo organiseerde hij onder meer flamenco-voorstellingen en shows met traditionele Ierse dansgroepen.
Het impresariaat Charles Aerts bestond bij zijn overlijden ruim 60 jaar en Aerts was nog tot vlak voor zijn dood persoonlijk bij het bedrijf betrokken, hoewel de dagelijkse leiding reeds jaren in handen was van zijn zoon Raymond Aerts.
Charles Aerts was ridder in de Orde van Oranje-Nassau en ridder (chevalier) in de Franse Orde van Kunst en Letteren. Hij werd 94 jaar oud.